# Bert Konterman
Bert Konterman (Rouveen, 14 gennaio 1971) è un allenatore di calcio ed ex calciatore olandese, di ruolo difensore.

## Caratteristiche tecniche
È stato un difensore potente, ma contemporaneamente dotato di un buon passo. Grazie alla sua altezza, è stato un calciatore molto solido. È stato impiegato anche come centrocampista.

## Carriera

### Club
Ha iniziato la carriera in una squadra amatoriale olandese, il Rouveen. Ha poi giocato nell'Eredivisie per lo Zwolle, Cambuur, Willem II e Feyenoord, finché non è stato voluto ai Rangers da Dick Advocaat, che lo ha acquistato in cambio di quattro milioni e mezzo di sterline. Ha così raggiunto, in Scozia, i connazionali Giovanni van Bronckhorst, Arthur Numan, Michael Mols, Ronald de Boer e il già citato tecnico Advocaat.
Konterman, dunque, ha fatto parte del gruppo di olandesi voluti ad Ibrox Stadium da Advocaat, ma al contrario di de Boer e Numan, non ha avuto lo stesso impatto positivo. Ha avuto delle forti difficoltà iniziali, con costanti errori difensivi che gli hanno fatto guadagnare il soprannome Bertie Bombscare.
Comunque, dopo l'arrivo di Alex McLeish sulla panchina dei Rangers, Konterman è stato impiegato nel cuore del centrocampo. In questa posizione, ha nascosto le sue difficoltà in fase difensiva e si è reso protagonista di partite importanti, come quando ha segnato una rete dalla distanza ai rivali del Celtic nella semifinale di Scottish League Cup. Nel 2003, è tornato in patria per chiudere la carriera al Vitesse.

### Nazionale
Con i Paesi Bassi, Konterman ha collezionato dodici presenze tra il 1999 e il 2000, senza mai andare in rete. Ha partecipato al campionato d'Europa 2000, dove la sua nazionale è stata eliminata in semifinale dall'Italia, ai calci di rigore.